# Yūya Kuwasaki
Yūya Kuwasaki (japanisch 鍬先 祐弥 Kuwasaki Yūya; * 15. Mai 1998 in Nagasaki, Präfektur Nagasaki) ist ein japanischer Fußballspieler.

## Karriere
Yūya Kuwasaki erlernte das Fußballspielen in den Schulmannschaften der Nanzan Jr High School und der Higashi Fukuoka High School sowie in der Universitätsmannschaft der Waseda-Universität. Seinen ersten Profivertrag unterschrieb er im Februar 2021 bei V-Varen Nagasaki. Der Verein aus Nagasaki, einer Stadt in der Präfektur Nagasaki, spielte in der zweiten japanischen Liga, der J2 League. Sein Zweitligadebüt gab Yūya Kuwasaki am 21. März 2021 im Auswärtsspiel gegen den FC Ryūkyū. Hier wurde er nach der Halbzeitpause für Ryōta Isomura eingewechselt. Nach drei Spielzeiten, in denen er 104 Ligaspiele bestritt, wechselte er im Januar 2024 zum Erstligisten Vissel Kōbe. Am 24. November 2024 stand er mit Vissel Kōbe im Endspiel des Kaiserpokals. Gegen Gamba Osaka gewann man durch das Tor von Taisei Miyashiro mit 1:0. Am Ende der Saison 2024 feierte er mit Vissel die japanische Meisterschaft.

## Erfolge
Vissel Kōbe
- Japanischer Meister: 2024
- Japanischer Pokalsieger: 2024